# Nicolae Simatoc
Nicolae Simatoc, né le 1er mai 1920 à Briceni (Roumanie, aujourd'hui territoire de la Republique de Moldavie) et mort le 11 décembre 1979 à Sydney (Australie), est un footballeur international roumain qui jouait au poste de milieu de terrain.

## Biographie

### Clubs
Il commence sa carrière au Ripensia Timișoara. Il joue dans ce club jusqu'en 1941. Il joue ensuite au Carmen Bucarest jusqu'en 1942.
Il rejoint le CA Oradea où il joue jusqu'en 1945. Nicolae Simatoc, quand il a joué en Hongrie, il a changé son nom à Miklos Szegedi. Il retourne ensuite au Carmen București, club qu'il quitte définitivement en 1947. Il arrive alors en Italie pour jouer avec l'Inter de Milan. En 1949, il est recruté par le Brescia Calcio.
En 1950, il arrive en Espagne pour jouer avec le FC Barcelone. Il reste deux saisons au Barça. En 1952, il joue avec le Real Oviedo, puis il met un terme à sa carrière de joueur en 1953.

### Équipe nationale
Nicolae Simatoc joue huit matchs avec l'équipe de Roumanie entre 1940 et 1946.

## Palmarès
- FC Barcelone
  - Champion d'Espagne en 1952
  - Vainqueur de la Coupe d'Espagne en 1951 et 1952
  - Vainqueur de la Coupe Eva Duarte en 1952
  - Vainqueur de la Coupe Latine en 1952

- Inter Milan
  - Vice-champion d'Italie en 1949

## Livres
- Octavian Țîcu, Boris Boguș: "Nicolae Simatoc (1920-1979) – Legenda unui fotbalist basarabean, de la Ripensia la FC Barcelona", Cartdidact (Chişinău) 2013.  (ISBN 978-9975-4462-1-1)